# No Sleeep
«No Sleeep» — песня, записанная американской певицей Джанет Джексон, вышедшая 22 июня 2015 года в качестве 1-го сингла с её одиннадцатого студийного альбома Unbreakable (2015). Авторами песни выступили сама Джанет, Джеймс Харрис III и Терри Льюис. Это первый за 7 лет новый сингл певицы.

## История
«No Sleeep» вышел 22 июня 2015 года с тиражом 38,000 копий в первую неделю релиза. Сингл дебютировал в американском хит-параде Billboard Hot 100 на позиции № 67, став для Джанет Джексон её 40-м в карьере попаданием в основной чарт США. Песня стал № 1 в Billboard + Twitter Trending 140 сразу после релиза.
Альбомная версия с участием Джея Коула повторно вошла в Hot 100, достигнув позиции № 63.
«No Sleeep» пять недель был на позиции № 1 в чарте Adult R&B Songs, что стало повторением её же собственного достижения, установленного синглом «I Get Lonely», возглавлявшего 5 недель этот хит-парад в 1998 году. С тех пор как чарт Adult R&B Songs был создан в 1993 году Джанет Джексон 27 раз входила в него, включая 11 попаданий в лучшую его десятку (top 10). Позднее (10 октября) сингл продлил своё лидерство в Adult R&B Songs до 6 недель.
«No Sleeep» получила положительные отзывы и рецензии музыкальной критики и интернет-изданий: Time, Vibe, The Guardian, Slate, Pitchfork Media, Digitalspy, Spin, Billboard.

## Чарты

### Еженедельные чарты
| Чарт (2015)                               | Высшая позиция |
| ----------------------------------------- | -------------- |
| Франция (SNEP)                            | 106            |
| Великобритания (OCC UK Singles)           | 101            |
| Великобритания (OCC UK Singles Downloads) | 97             |
| Великобритания (OCC UK Indie)             | 17             |
| Великобритания (OCC UK Hip Hop/R&B)       | 10             |
| США (Billboard Hot 100)                   | 63             |
| США (Billboard Hot R&B/Hip-Hop Songs)     | 18             |
| США (Billboard Adult R&B Songs)           | 1              |